# Erwin Bischofberger
Erwin Bischofberger, född 1 maj 1936 i Schweiz, död 5 december 2012, var en schweizisk-svensk katolsk jesuitpräst, författare och professor i medicinsk etik vid Karolinska institutet.

## Biografi
Erwin Bischofberger föddes i Schweiz och inträdde i Jesuitorden 1968. Han kom sedan till Sverige, och disputerade 1974 på en avhandling om John Henry Newmans etik. Han tjänstgjorde bland annat i Sankta Eugenia katolska församling i Stockholm, och undervisade vid Newmaninstitutet. Utöver detta ingick han i Statens medicinsk-etiska råd, var ledamot av Respekts råd, engagerad i Katolsk bokhandel, med mera. Som skribent och författare medverkade han i flera tidskrifter, däribland Signum, och publicerade en rad böcker.
Bischofberger var elev till jesuitprästen och teologen Karl Rahner och påverkad av denne.